# Armenischer Fußballpokal 2017/18
Der armenische Fußballpokal 2017/18 war die 27. Austragung des Pokalwettbewerbs in Armenien.
Qualifiziert waren die sechs Mannschaften aus der Bardsragujn chumb 2017/18 sowie der FC Arzach Jerewan und FC Ararat-Armenia aus der Aradschin chumb 2017/18. Gandsassar Kapan gewann zum ersten Mal den Pokal. Im Endspiel wurde Alaschkert Martuni nach Elfmeterschießen besiegt.

## Modus
Der Pokal wurde in drei Runden ausgetragen. Bis zum Halbfinale wurden die Sieger in Hin- und Rückspiel ermittelt. Bei Torgleichstand entschied zunächst die Anzahl der Auswärts erzielten Tore, danach eine Verlängerung, wurde in dieser nach zweimal 15 Minuten keine Entscheidung erreicht, folgte ein Elfmeterschießen, bis der Sieger ermittelt war. Das Finale wurde in einem Spiel in Jerewan ausgetragen.

## Viertelfinale
| Datum             |                   | Gesamt |                       | Hinspiel | Rückspiel |
| ----------------- | ----------------- | ------ | --------------------- | -------- | --------- |
| 13.09./25.10.2017 | FC Schirak Gjumri | 3:1    | FA Ararat Jerewan     | 1:1      | 2:0       |
| 14.09./11.10.2017 | Gandsassar Kapan  | 7:0    | FC Ararat-Armenia     | 3:0      | 4:0       |
| 20.09./25.10.2017 | FC Pjunik Jerewan | 2:4    | FC Banants Jerewan    | 0:0      | 2:4       |
| 21.09./19.10.2017 | FC Arzach Jerewan | 1:9    | FC Alaschkert Martuni | 1:3      | 0:6       |

## Halbfinale
Die Hinspiele fanden am 7. und 8. März 2018, die Rückspiele am 17. und 18. April 2018 statt.
| Datum             |                    | Gesamt |                       | Hinspiel | Rückspiel |
| ----------------- | ------------------ | ------ | --------------------- | -------- | --------- |
| 07.03./18.04.2018 | Gandsassar Kapan   | 2:1    | FC Schirak Gjumri     | 1:1      | 1:0       |
| 08.03./17.04.2018 | FC Banants Jerewan | 0:2    | FC Alaschkert Martuni | 0:1      | 0:1       |

## Finale
| Gandsassar Kapan                                                     | Gandsassar Kapan | FC Alaschkert Martuni | FC Alaschkert Martuni |
| -------------------------------------------------------------------- | --- | --- | --------------------- |
| Gandsassar Kapan                                                     | \| 16. Mai 2018 in Jerewan (Wasken Sarkissjan Republikanisches Stadion) \| \| Ergebnis: 1:1 n. V. (0:0, 0:0), 4:3 i. E. \| \| Zuschauer: 1.000 \| \| Schiedsrichter: Artak Simonjan \| | \| 16. Mai 2018 in Jerewan (Wasken Sarkissjan Republikanisches Stadion) \| \| Ergebnis: 1:1 n. V. (0:0, 0:0), 4:3 i. E. \| \| Zuschauer: 1.000 \| \| Schiedsrichter: Artak Simonjan \| | FC Alaschkert Martuni |
| Gandsassar Kapan                                                     | Geworg Kasparow – Ara Chatschatrjan, Hajk Ischchanjan, Gegham Harutjunjan, Damir Memović (108. Martin Greghorjan) – Alex Junior Christian, Artur Juspaschan (114. Waspurak Minasjan), Wbeymar Angulo Mosquera, Lumambo Musonda – Geworg Nranjan (72. Wardan Poghosjan), Issiaka Bamba (103. Artur Adamjan). Cheftrainer: Aschot Barseghjan | Ognjen Čančarević – Dino Škvorc (60. Mladen Zelković), Gagik Daghbaschjan, Artak Jedigarjan, Taron Woskanjan – Danijel Stojković, Artur Jedigarjan, Artak Daschjan (78. Mihran Manasjan), Artak Grigorjan – Artem Simonjan (64. David Manojan), Uroš Nenadović. Cheftrainer: Waruschan Sukiasjan | FC Alaschkert Martuni |
| Gandsassar Kapan                                                     | 1:1 Lumambo Musonda (116.) | 0:1 Mihran Minasjan (105.) | FC Alaschkert Martuni |
| Gandsassar Kapan                                                     | Elfmeterschießen | | FC Alaschkert Martuni |
| Gandsassar Kapan                                                     | Hajk Ischchanjan 1:1 Alex Junior Christian 2:2 Ara Chatschatrjan 3:3 Lumambo Musonda 4:3 Gegham Harutjunjan | 0:1 Uroš Nenadović 1:2 Artak Jedigarjan 2:3 Gagik Daghbaschjan David Manojan Taron Woskanjan | FC Alaschkert Martuni |
| Gandsassar Kapan                                                     | Gegham Harutjunjan, Damir Memović | Ognjen Čančarević | FC Alaschkert Martuni |
| 16. Mai 2018 in Jerewan (Wasken Sarkissjan Republikanisches Stadion) | | |                       |
| Ergebnis: 1:1 n. V. (0:0, 0:0), 4:3 i. E.                            | | |                       |
| Zuschauer: 1.000                                                     | | |                       |
| Schiedsrichter: Artak Simonjan                                       | | |                       |